# جایزه بزرگ ایالات متحده ۱۹۷۸
جایزه بزرگ ایالات متحده ۱۹۷۸ (انگلیسی: ‎1978 United States Grand Prix‎)، که به‌طور رسمی با نام بیست و یکمین جایزه بزرگ تویوتا ایالات متحده شناخته می‌شود، یک مسابقهٔ موتوری در رشتهٔ اتومبیل‌رانی فرمول یک بود که در تاریخ ۱ اکتبر ۱۹۷۸ در مسیر مسابقه جایزه بزرگ واتکینز گلن واقع در واتکینز گلن، نیویورک، ایالات متحده آمریکا برگزار شد. این گراند پری در میان ۱۶ گراند پری در فصل ۱۹۷۸، مسابقهٔ شمارهٔ ۱۵ بود.
در این مسابقه که در ۵۹ دور و به مسافت ۳۲۰٫۶۷ کیلومتر (۱۹۹٫۲۵۵ مایل) برگزار شد، پول پوزیشن توسط ماریو اندرتی کسب شد و سریع‌ترین زمان برای طی یک دور پیست که برابر با ۱:۳۹٫۵۵۷ بود نیز توسط ژان۰پیر جاریه به ثبت رسید.
کارلوس روتمان از تیم فراری، آلن جونز از تیم ویلیامز-فورد و جودی شکتر از تیم ولف-فورد به‌ترتیب مقام‌های اول تا سوم مسابقه را کسب کردند.

## رده‌بندی قهرمانی پس از مسابقه
| جایگاه | راننده        | امتیاز |
| ------ | ------------- | ------ |
| ۱      | ماریو اندرتی  | ۶۴     |
| ۲      | رونی پیترسن   | ۵۱     |
| ۳      | کارلوس روتمان | ۴۴     |
| ۴      | نیکی لائودا   | ۴۴     |
| ۵      | پاتریک دیپلر  | ۳۲     |
| منبع:  |               |        |

| جایگاه | سازنده            | امتیاز |
| ------ | ----------------- | ------ |
| ۱      | لوتوس-فورد        | ۸۶     |
| ۲      | برابام-آلفا رومئو | ۵۳     |
| ۳      | فراری             | ۴۹     |
| ۴      | تایرل-فورد        | ۳۶     |
| ۵      | لیجیه-ماترا       | ۱۹     |
| منبع:  |                   |        |

یادداشت
- تنها پنج جایگاه نخست از هر رده‌بندی نمایش داده شده است.